# Saint-Erblon (Mayenne)
Pour les articles homonymes, voir Saint-Erblon.
Saint-Erblon est une commune française, située dans le département de la Mayenne en région Pays de la Loire, peuplée de 154 habitants.
La commune fait partie de la province historique de l'Anjou (Haut-Anjou).

## Géographie
La commune est située dans le Sud-Mayenne.

### Climat
Pour des articles plus généraux, voir Climat des Pays de la Loire et Climat de la Mayenne.
En 2010, le climat de la commune est de type climat océanique altéré, selon une étude du CNRS s'appuyant sur une série de données couvrant la période 1971-2000. En 2020, Météo-France publie une typologie des climats de la France métropolitaine dans laquelle la commune est exposée à un climat océanique et est dans la région climatique  Bretagne orientale et méridionale, Pays nantais, Vendée, caractérisée par une faible pluviométrie en été et une bonne insolation. 
Pour la période 1971-2000, la température annuelle moyenne est de 11,5 °C, avec une amplitude thermique annuelle de 13,7 °C. Le cumul annuel moyen de précipitations est de 785 mm, avec 13,3 jours de précipitations en janvier et 7,2 jours en juillet. Pour la période 1991-2020, la température moyenne annuelle observée sur la station météorologique de Météo-France la plus proche, « Pouancé_sapc », sur la commune d'Ombrée d'Anjou à 5 km à vol d'oiseau, est de 12,4 °C et le cumul annuel moyen de précipitations est de 724,2 mm,. Pour l'avenir, les paramètres climatiques de la commune estimés pour 2050 selon différents scénarios d'émission de gaz à effet de serre sont consultables sur un site dédié publié par Météo-France en novembre 2022.

## Urbanisme

### Typologie
Au 1er janvier 2024, Saint-Erblon est catégorisée commune rurale à habitat très dispersé, selon la nouvelle grille communale de densité à sept niveaux définie par l'Insee en 2022.
Elle est située hors unité urbaine et hors attraction des villes,.

### Occupation des sols
L'occupation des sols de la commune, telle qu'elle ressort de la base de données européenne d’occupation biophysique des sols Corine Land Cover (CLC), est marquée par l'importance des territoires agricoles (100 % en 2018), une proportion identique à celle de 1990 (100 %). La répartition détaillée en 2018 est la suivante : 
zones agricoles hétérogènes (70,3 %), terres arables (26,7 %), prairies (3 %). L'évolution de l’occupation des sols de la commune et de ses infrastructures peut être observée sur les différentes représentations cartographiques du territoire : la carte de Cassini (XVIIIe siècle), la carte d'état-major (1820-1866) et les cartes ou photos aériennes de l'IGN pour la période actuelle (1950 à aujourd'hui).

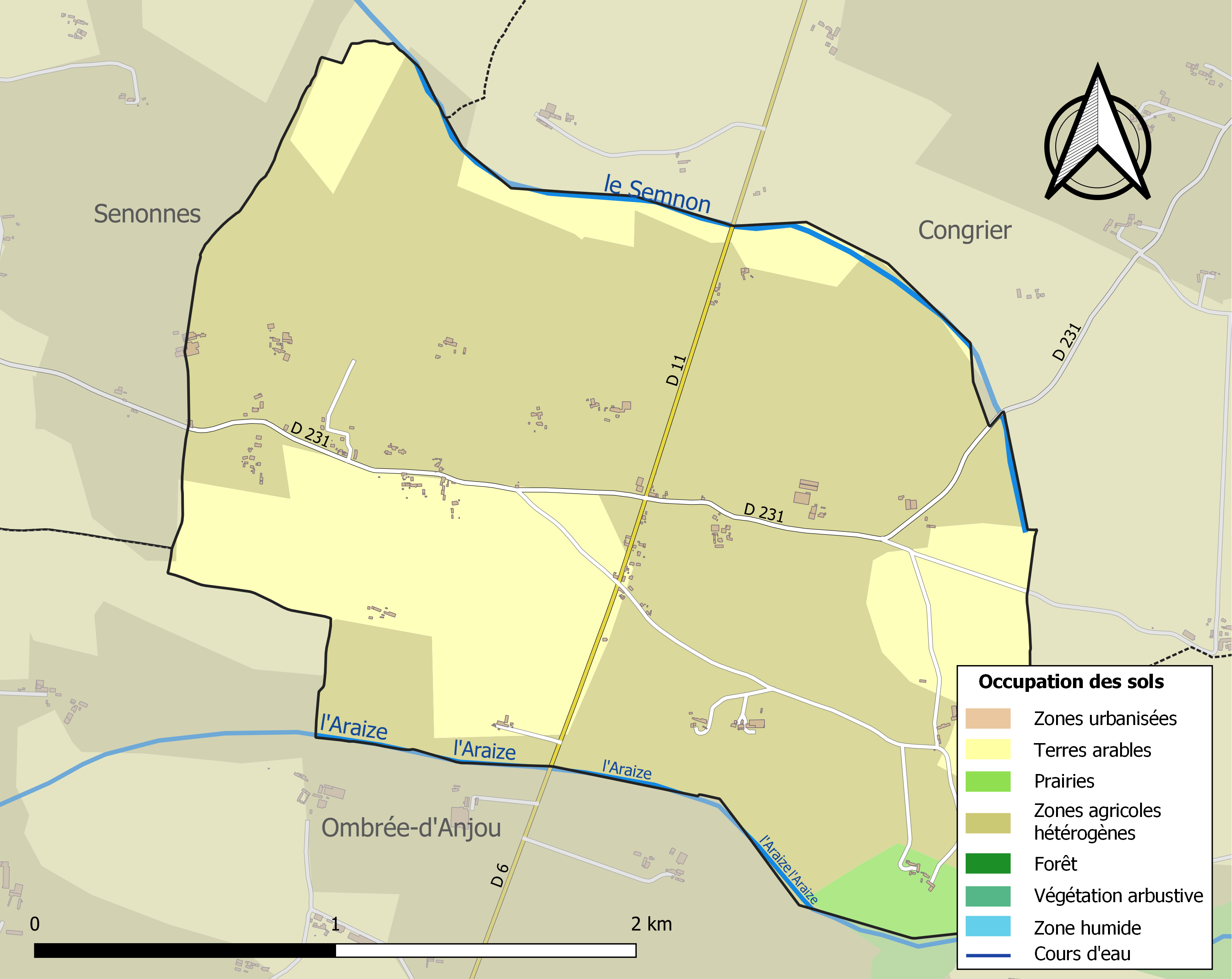
Carte des infrastructures et de l'occupation des sols de la commune en 2018 (CLC).

## Toponymie
Le nom de la commune proviendrait de saint Herblon, dit aussi saint Herbot ou saint Hermelan. Elle était nommée Erblou-sur-Araize sous la Révolution.
Le gentilé est Saint-Erblonnais'.

## Histoire

### Moyen Âge
Au Moyen Âge, le village n'est composé que d'une église et de deux maisons.
La paroisse de Saint-Erblon appartenait à la baronnie de Pouancé. L'église fut dédiée à saint Hermelandus, moine-abbé du diocèse de Nantes, décédé en l'an 720. Saint Hermeland, Hermelandus, Herblon ou Erblon est le patron de nombreuses paroisses où il est invoqué pour la guérison des paralytiques.

### Ancien Régime
En 1562, la seigneurie de Pouancé passe aux mains de la famille de Cossé-Brissac, qui étaient de fervents catholiques opposés à Henri IV. En 1592, Madame de Brissac envoie un dénommé Chanjus, capitaine et commandant du château de Pouancé, prêter hommage au roi à Angers. Dès lors, la paroisse de Saint-Erblon est rattachée au fief de la baronnie angevine de Craon, qui lui-même dépendait de la sénéchaussée principale d'Angers et du pays d'élection de Château-Gontier.
Au XVIIe siècle, on cultivait le seigle sur des terrains défrichés par les moines vivant dans un prieuré, qui allait devenir l'unique café de la commune.
Au XVIIIe siècle, le village appartint à la famille de Ghaisne, comtes de Bourmont.

### Époque contemporaine
L'abbé Angot, en 1903, indiquait que le plan cadastral de la commune, placardé à la mairie, tenait sur « une seule feuille ».

## Héraldique
| Blason de Saint-Erblon | Blason  | Vairé d’or et d’azur, à une fontaine de gueules. |
| Blason de Saint-Erblon | Détails | Le vairé reprend le blason de la famille de Ghaisne seigneur de la Pouancé, baronnie dont dépendait Saint Erblon. La reprise intégrale du blason d’une famille étant interdite pour les municipalités, il suffit d’en emprunter un ou plusieurs éléments. La fontaine rappelle la présence de la fontaine de Saint Cénéré née d’un coup de pied dans une souche. Les ornements sont deux deux pampres de sinople, fruitées de gueules, mises en sautoir par la pointe et liées d’or afin d’honorer l’activité agricole et plus particulièrement la viticulture. Le listel d'argent porte le nom de la commune en lettres majuscules de sable. La couronne de tours dit que l’écu est celui d’une commune ; elle n’a rien à voir avec des fortifications. Le statut officiel du blason reste à déterminer. |

## Lieux et monuments

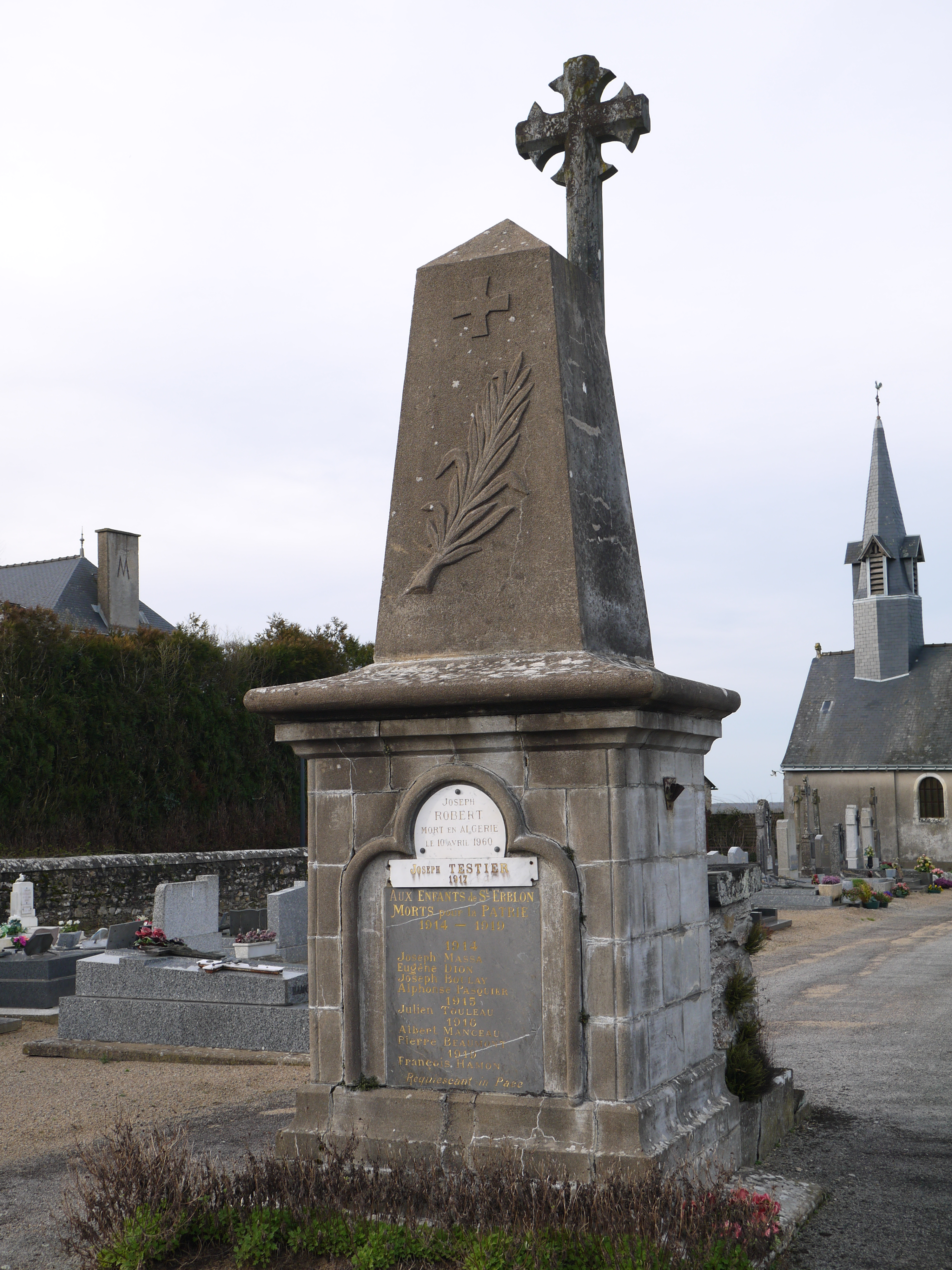
Le monument aux morts, situé dans le cimetière du village.

## Politique et administration
| Période                                  | Période   | Identité        | Étiquette | Qualité     |
| ---------------------------------------- | --------- | --------------- | --------- | ----------- |
| ?                                        | mars 2001 | Maurice Audouin |           |             |
| mars 2001                                | En cours  | Olivier Gaucher | SE        | Agriculteur |
| Les données manquantes sont à compléter. |           |                 |           |             |

## Population et société

### Démographie
L'évolution du nombre d'habitants est connue à travers les recensements de la population effectués dans la commune depuis 1793. Pour les communes de moins de 10 000 habitants, une enquête de recensement portant sur toute la population est réalisée tous les cinq ans, les populations de référence des années intermédiaires étant quant à elles estimées par interpolation ou extrapolation. Pour la commune, le premier recensement exhaustif entrant dans le cadre du nouveau dispositif a été réalisé en 2005.
En 2022, la commune comptait 154 habitants, en évolution de −11,49 % par rapport à 2016 (Mayenne : −0,73 %, France hors Mayotte : +2,11 %).
| 1793 | 1800 | 1806 | 1821 | 1831 | 1836 | 1841 | 1846 | 1851 |
| ---- | ---- | ---- | ---- | ---- | ---- | ---- | ---- | ---- |
| 297  | 220  | 220  | 274  | 265  | 260  | 270  | 288  | 296  |

| 1856 | 1861 | 1866 | 1872 | 1876 | 1881 | 1886 | 1891 | 1896 |
| ---- | ---- | ---- | ---- | ---- | ---- | ---- | ---- | ---- |
| 298  | 283  | 267  | 265  | 250  | 248  | 245  | 238  | 251  |

| 1901 | 1906 | 1911 | 1921 | 1926 | 1931 | 1936 | 1946 | 1954 |
| ---- | ---- | ---- | ---- | ---- | ---- | ---- | ---- | ---- |
| 241  | 229  | 223  | 193  | 224  | 228  | 228  | 235  | 245  |

| 1962 | 1968 | 1975 | 1982 | 1990 | 1999 | 2005 | 2006 | 2010 |
| ---- | ---- | ---- | ---- | ---- | ---- | ---- | ---- | ---- |
| 216  | 188  | 176  | 151  | 134  | 166  | 148  | 147  | 166  |

| 2015 | 2020 | 2022 | - | - | - | - | - | - |
| ---- | ---- | ---- | - | - | - | - | - | - |
| 173  | 163  | 154  | - | - | - | - | - | - |